# Bà Rịa
Bà Rịa wymowaⓘ – miasto w południowym Wietnamie, w prowincji Bà Rịa-Vũng Tàu, nad Morzem Południowochińskim. Około 122 tys. mieszkańców (2012).